# 1954 a légi közlekedésben
Ez a lista az 1954-es év légi közlekedéssel kapcsolatos eseményeit tartalmazza.

## Események

### január
- január 10. – Egy Comet típusú utasszállító gép szállt fel Rómából Londonba. 26 levegőben töltött perc után a gép darabjaira hullott és a Földközi tengerbe zuhant. Mind a 35 fedélzeten tartózkodó ember életét veszti.[1]
- január 14. – A Philippines Airlines Douglas DC-6-os típusú repülőgépének a heves turbulenciák miatt leszállás közben a földnek csapódott és az ütközés miatt hajtóműve kigyulladt Rómában, a Ciampino–G. B. Pastine nemzetközi repülőtéren. A balesetben 16-an vesztették életüket.[2]

### április
- április 10. – Egy újabb Rómából indult Comet gép esik darabjaira szét a levegőben és zuhan a Földközi tengerbe. Ezúttal is mindenki a fedélzeten (21 fő) életét veszti. A közbizalom megkérdőjeleződik a Comet gépek biztonságában, és néhány éven belül a vállalat csődöt jelent.

### július
- július 23. – Két kínai La–7 gépágyúkkal lelőtte a Cathay Pacific Airways VR-HEU lajstromú DC–4 utasszállító gépét a Hainan-szigetek közelében. A járat Bangkokból Hongkongba tartott.[3] A DC–4 segélyhívására a térségben tartózkodó USS Philippine Sea és USS Hornet őrjáratozó A–1 Skyraider-ei légi harcban lelőtték a két kínai gépet.

### november
- november 25. – Magyarország megvásárolja a szovjet fél részét a Magyar–Szovjet Polgári Légiforgalmi Rt. (MASZOVLET) légitársaságból, ezzel létrejön a Malév.[4]